# Fergus Henderson
Fergus Henderson, född 31 juli 1963 i London, är en brittisk kock som grundade den omtalade restaurangen St John på St John Street i London. Han uppmärksammas ofta för sin filosofi att använda lokala råvaror samt att tillvarata alla delar av djuret i matlagningen, det som kommit att kallas from nose to tail eating.  Således använder han ofta förbisedda styckningsdetaljer i sin matlagning, som man gjorde förr i tiden. Filosofin har blivit stilbildande i den moderna västerländska kokkonsten; dels i det brittiska köket men även på många av världens restauranger. Henderson är dessutom skolad arkitekt med en examen från Architectural Association i London. Fergusons restaurang St John tilldelades en Guide Michelin-stjärna 2009.

## Böcker
1999 gav Henderson ut Nose to Tail Eating: A Kind of British Cooking där recepten har ingredienser som inälvor, grisöron, grisfötter och märgben och andra styckningsdetaljer. Henderson förklarar i boken sin matlagningsfilosofi med orden "Det handlar om att respektera naturens egen kulinariska kraft. Ska vi döda ett djur är det rimligt att vi också använder alla delarna i köket. Det handlar om rakt sunt köksförnuft." 2007 gavs uppföljaren Beyond Nose To Tail ut.

## Parkinsons sjukdom
Henderson fick 1996 diagnosen Parkinsons sjukdom. Hans kamp mot sjukdomen har uppmärksammats och för denna kamp tilldelades han 2005 Brittiska imperieorden av graden MBE. Samma år började han behandlas med elektrostimulering, vilket avsevärt förbättrade hans motoriska funktioner.